# Ozřany
Ozřany je zaniklá vesnice ve střední části okresu Plzeň-sever. Ležela na terase nad pravým břehem řeky Střely mezi vsí Ondřejovem a Podhrázským Mlýnem, 8 km jvv. od Manětína.

## Historie
Ozřany byly plaským klášterem vysazeny zákupním právem roku 1372 a již tehdy byl u Ozřan rybník, později přejmenovaný na Mladotický. Další zpráva o Ozřanech je z roku 1418, kdy opat Bohumír zapsal ves a další tři Janovi z Rabštejna seděním v Loze a Petrovi z Tatinné seděním v Kokořově. Král Zikmund přesto v roce 1420 zastavil Mladotice, ozřanský dvůr s rybníkem a další vsi třem šlechticům. Za husitských válek byly zřejmě Ozřany i se dvorem zničeny, neboť se roku 1429 vrací do majetku kláštera pustý ozřanský dvůr s rybníkem. Ozřanský dvůr zanikl pravděpodobně po třicetileté válce. Pozemky pusté vsi a rybník byly opakovaně zastavovány, později byly pozemky pronajímány poddaným z Mladotic.
Nedaleko lokality původních Ozřan založil opat Ondřej Trojer na konci 17. století novou ves Ondřejov. Přesná lokalita ozřanského dvoru není známá.